# Carlos Augusto Schiappa Pietra
Carlos Augusto Schiappa Pietra (Lisboa, 26 de agosto de 1819 — Lisboa, 2 de setembro de 1899) foi um cirurgião do Exército Português, que se reformou no posto de cirurgião-mor, que se destacou como poeta.

## Biografia
Nasceu em Lisboa, filho de Eugénia Scott, de origem escocesa, e de seu marido Isidoro Schiappa Pietra, este descendente de Pedro (Pietro) Schiappa Pietra (Génova, c. 1737), um dos irmãos genoveses Pietro e Giambattista Schiappa Pietra (que adoptaram os nomes Pedro e João Baptista), peritos na construção de teares para seda, que em 1765 se tinham instalado em Portugal, a convite de Sebastião José de Carvalho e Melo, o marquês de Pombal, para estabelecerem uma oficina de serralharia para produção de maquinaria para a indústria da seda que o marquês pretendia criar em Portugal. Isidoro Schiappa Pietra viveu de 1824 a 1834 na cidade de Angra, na ilha Terceira, onde tinha o cargo de administrador do Real Contrato do Tabaco. Em consequência, o filho, Carlos Augusto, permaneceu naquela ilha dos 9 aos 19 anos de idade, tendo presenciado os acontecimentos que ali conduziram à Guerra Civil Portuguesa.
Concluiu o curso de médico-cirurgião da Escola Médico-Cirúrgica de Lisboa, ingressando seguidamente na carreira de médico militar ao serviço do Exército Português.